# Campeonato Paraguayo de Fútbol 1928
El Campeonato Paraguayo de Fútbol de 1928 fue la vigésima primera edición del principal torneo de fútbol de Paraguay.
El campeón del torneo fue el Club Olimpia quienes obtuvieron su sexto campeonato en la primera categoría.

## Desarrollo
|  | Finalistas. |
|  | Descendido. |

| Equipo                |
| --------------------- |
| Club Olimpia          |
| Club Libertad         |
| Club Cerro Porteño    |
| Club Sol de América   |
| Club Guaraní          |
| Atlántida Sports Club |
| Club Nacional         |
| Club River Plate      |
| Sportivo Luqueño      |
| Club Presidente Hayes |

### Final
| 1928 | Club Olimpia | 2 - 2 | Club Libertad |  |  |

| 1928 | Club Olimpia | 0 - 0 | Club Libertad |  |  |

| 1928 | Club Olimpia | 2 - 1 | Club Libertad |  |  |

| Bandera de Paraguay  |
| Campeón Club Olimpia |
| Sexto título         |